# Rover 200
Rover 200 var en bilmodell i mindre mellanklassen, tillverkad i England mellan 1984 och 2005. 

## Generation I: 213-216

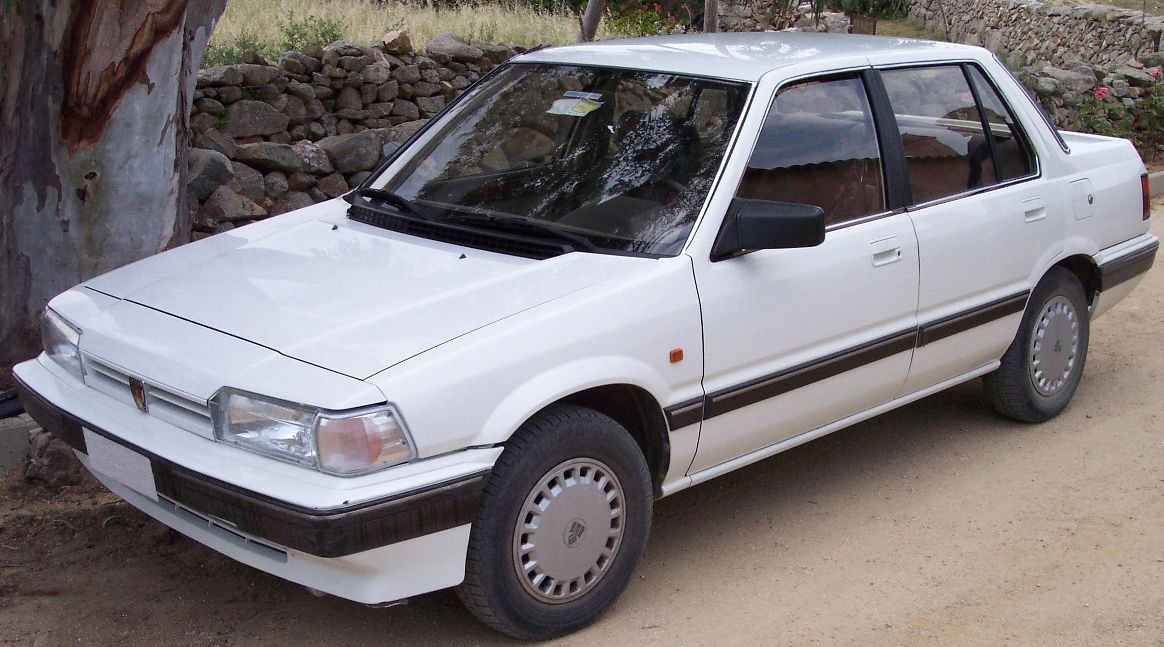
Rover 213SE.

I sin första generation debuterade 200 1984. Modellen fanns till en början bara i ett karosseri som fyraförrars sedan och byggde på Rovers dåvarande samarbetspartner Hondas modell Concerto/Civic. Motorerna som erbjöds var på mellan 1,3 och 1,6 liters slagvolym och resulterade i modellnamnen 213 respektive 216. Kaross och teknik kom från Honda, medan vissa kosmetiska detaljer och utrustning var unika för Rover 200. Modellen tillverkades i Cowley, England.

## Generation II: 213-220

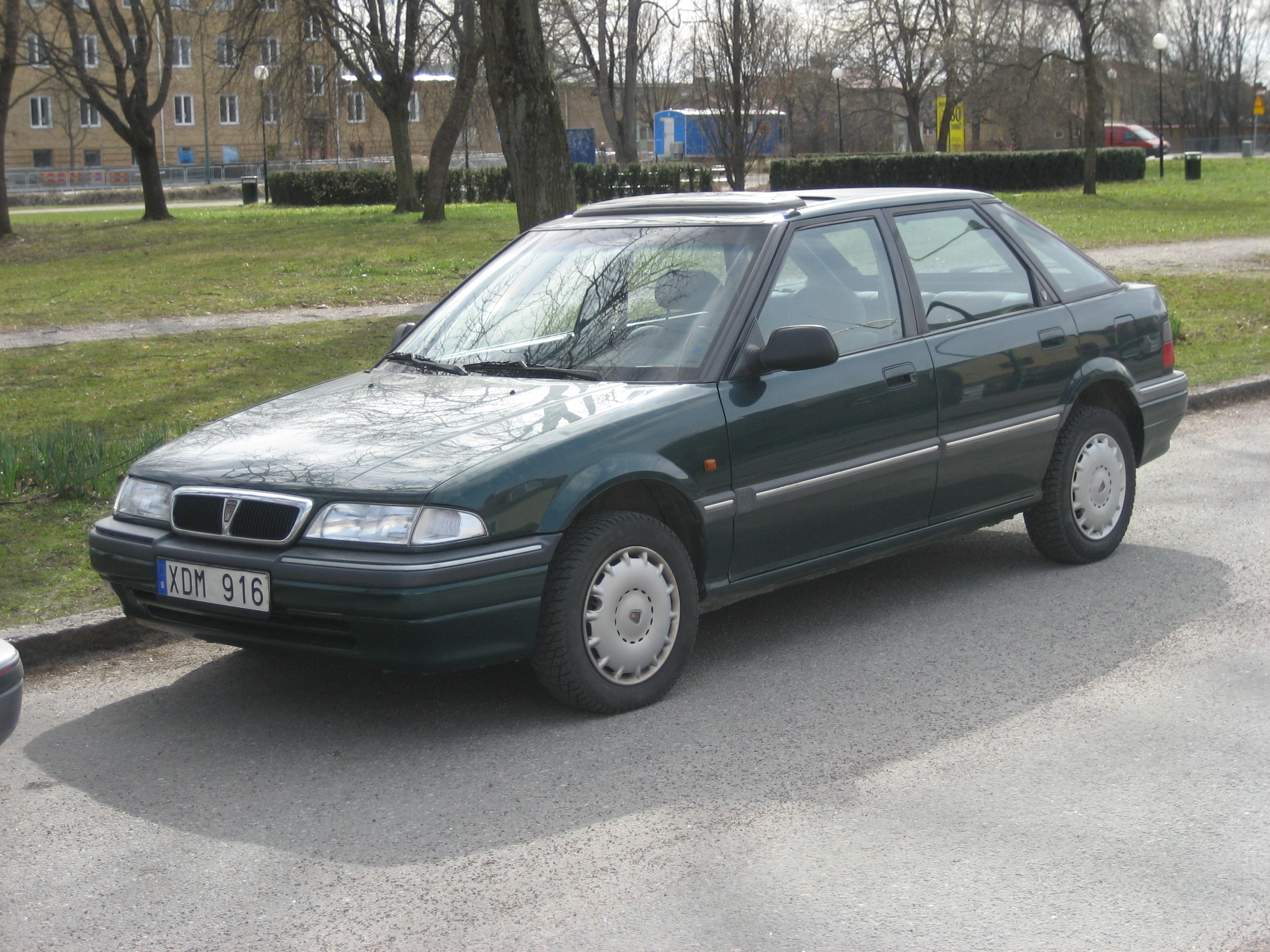
Rover 214i från 1995 i Örebro.

1989 kom nästa generation, vilken även den byggde på en Hondamodell, även om skillnaderna nu var större. Denna generation erbjöds som tre- och femdörrars halvkombi, som tvådörrars sportcoupé och som cabriolet. Denna generation tillverkades i Longbridge och fanns med motorer på mellan 1,3 och 2,0 liter, varav den senare fanns i trimningsgrader upp till 200 hästkrafter. 
I början av 1990-talet genomgick 200 en mindre ansiktslyftning och ersattes 1995 av en ny modell med samma namn, även om cabriolet- och coupéversionerna tillverkades fram till 1999. Tillsammans med fyradörrarsversionen 400 kom den att bli den i särklass mest framgångsrika Rovermodellen med över 1000000 tillverkade enheter. Mellan 1994 och 1995 importerades denna generation till Sverige i ett relativt begränsat antal.

## Generation III: 200-214/25

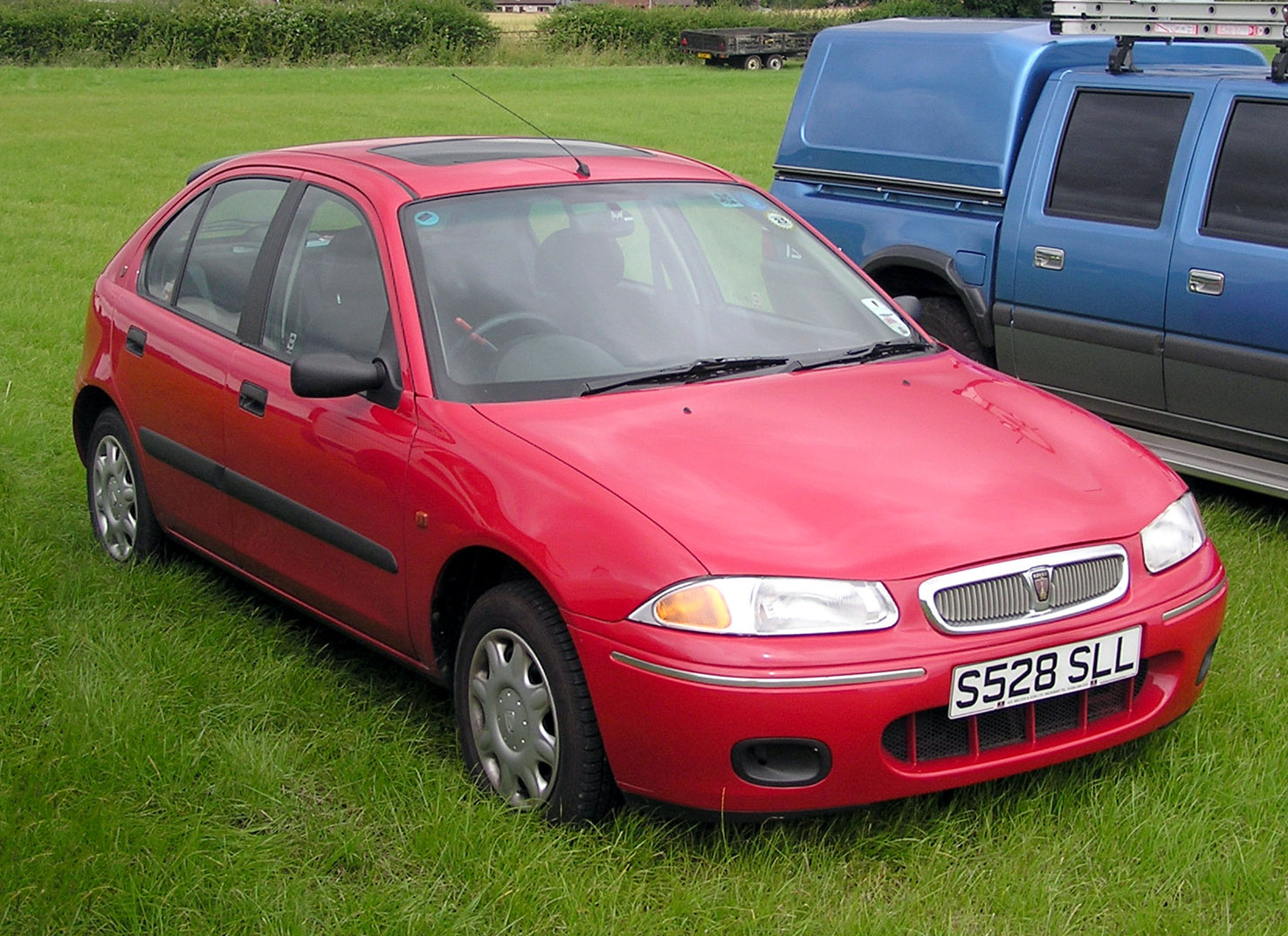
Rover 200 från 1998.

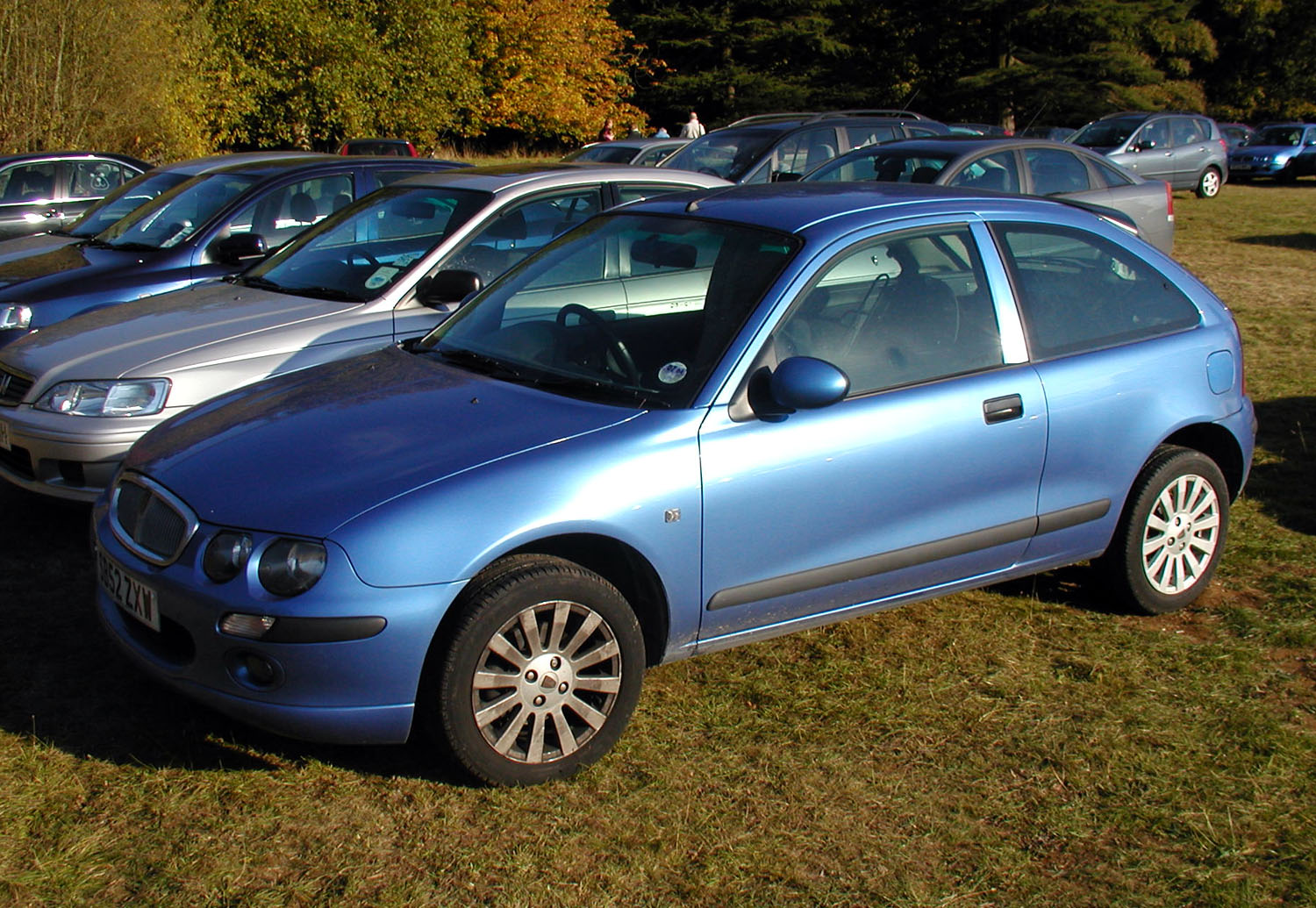
Rover 25 från 2002.

1995 presenterades den sista versionen av Rover 200. Denna version var avsevärt mindre i storlek då den även ersatte småbilen Metro/100 och fanns endast som tre- eller femdörrars halvkombi. Modellen utvecklades först med Honda, men innan modellen hade presenterats hade detta samarbete tagit slut och Rover hade köpts upp av BMW-koncernen. Detta ledde i sin tur till att 200 fick många inhemska lösningar och egenutvecklade motorer på mellan 1,1 och 2,0 liters slagvolym. 
I Sverige såldes modellen via BMW:s återförsäljarnät. 1999 genomgick serien en ansiktslyftning för att anknyta till den större 75-modellen och i och med detta bytte serien namn till Rover 25. 
Nästa ändring kom 2004 vilket innebar en ny grill, nya strålkastare och nya fälgar. En snarlik modell med starkare motor och högre utrustningsnivå såldes under några år som MG ZR. I samband med Rovers konkurs 2005 lades tillverkningen av 25 ned, men förväntas att återupptas i Kina under 2008 under ett annat namn.